# Chrysolina haemoptera
Chrysolina haemoptera är en skalbaggsart som först beskrevs av Carl von Linné 1758.  Chrysolina haemoptera ingår i släktet Chrysolina, och familjen bladbaggar. Enligt den finländska rödlistan är arten nationellt utdöd i Finland. Arten är reproducerande i Sverige. Artens livsmiljö är torra gräsmarker.

## Bildgalleri

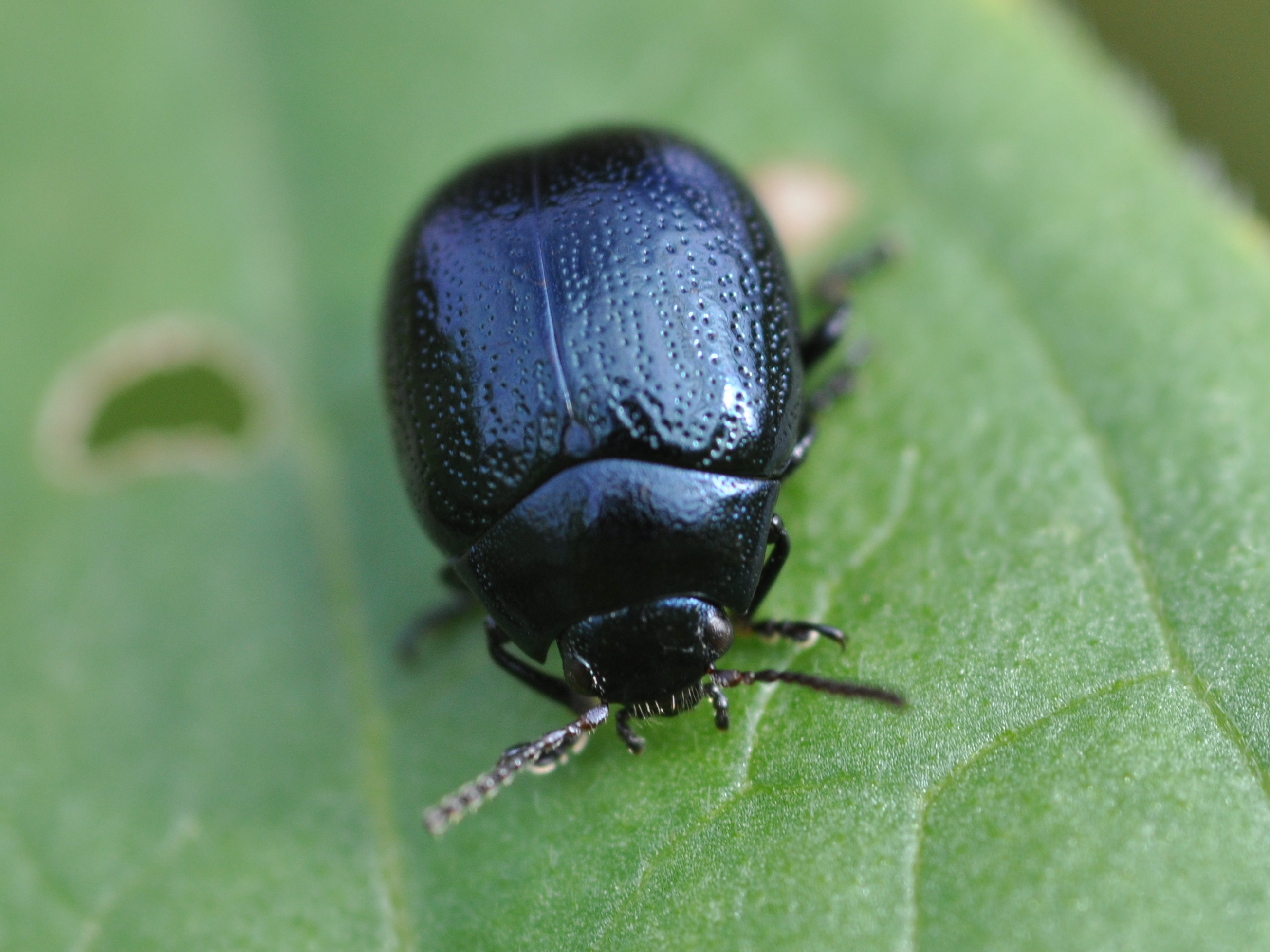
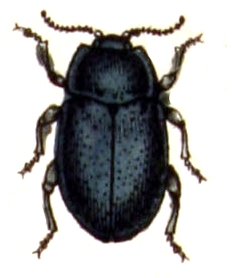